# Thyroscyphus bedoti
Thyroscyphus bedoti is een hydroïdpoliep uit de familie Sertulariidae. De poliep komt uit het geslacht Thyroscyphus. Thyroscyphus bedoti werd in 1929 voor het eerst wetenschappelijk beschreven door Splettstösser. 